# Пичеурское сельское поселение (Ульяновская область)
Пиче́урское се́льское поселе́ние — муниципальное образование в составе Павловского района Ульяновской области. Административный центр — село Старый Пичеур. 

## Население
| 2010  | 2012  | 2013  | 2014  | 2015  | 2016  | 2017  |
| ----- | ----- | ----- | ----- | ----- | ----- | ----- |
| 1401  | ↘1361 | ↘1313 | ↘1277 | ↘1217 | ↘1195 | ↘1149 |
| 2018  | 2019  | 2020  | 2021  |       |       |       |
| ↘1125 | ↘1079 | ↘1037 | ↘1000 |       |       |       |

## Состав сельского поселения
В состав поселения входят 5 населённых пунктов: 3 села и 2 деревни.
| № | Населённый пункт | Тип населённого пункта       | Население |
| - | ---------------- | ---------------------------- | --------- |
| 1 | Лапаевка         | деревня                      | 84        |
| 2 | Новая Алексеевка | село                         | 280       |
| 3 | Новый Пичеур     | деревня                      | 36        |
| 4 | Старое Чирково   | село                         | 415       |
| 5 | Старый Пичеур    | село, административный центр | 586       |